# Луїджі Барбезіно
Луїджі Барбезіно (італ. Luigi Barbesino; 1 травня 1894, Казале-Монферрато — зниклий безвісти 20 квітня 1941) — італійський футболіст, півзахисник. По завершенні ігрової кар'єри — футбольний тренер.
Як гравець відомий виступами за клуб «Казале», а також національну збірну Італії. Чемпіон Італії.
Брав участь у Другій Світовій війні, зник безвісти.

## Клубна кар'єра
У дорослому футболі дебютував 1911 року виступами за команду клубу «Казале», кольори якої і захищав протягом усієї своєї кар'єри гравця, що тривала десять років. Допоміг команді здобути єдиний в її історії титул чемпіонів Італії.

## Виступи за збірну
1912 року дебютував в офіційних матчах у складі національної збірної Італії. Протягом кар'єри у національній команді, яка тривала усього 3 роки, провів у формі головної команди країни лише 5 матчів, забивши 1 гол. У складі збірної був учасником футбольного турніру на Олімпійських іграх 1912 року у Стокгольмі.

## Кар'єра тренера
Розпочав тренерську кар'єру, повернувшись до футболу після невеликої перерви, 1929 року, очоливши тренерський штаб клубу «Леньяно».
Останнім місцем тренерської роботи був клуб «Рома», команду якого Луїджі Барбезіно очолював як головний тренер протягом 1933—1937 років.

## Участь у Другій світовій війні
З початком Другій Світовій війні пішов на службу до Королівських ВПС Італії як офіцер-спостерігач. Проходив службу у 194-й ескадрильї 30-го розвідувально-бомбардувального крила ВПС Італії, яка базувалася на Сицилії. 20 квітня 1941 року два літаки ескадрильї, на борту одного з яких був Барбезіно, виконували розвідувальний політ у район островів Керкенна біля узбережжя Тунісу. Літак з колишнім футболістом на борту на базу не повернувся. Усі шість членів його екіпажу вважаються зниклими безвісти.

## Титули і досягнення
- Чемпіон Італії (1):

«Казале»: 1913–14